# Cambil
Cambil è un comune spagnolo di 2 979 abitanti situato nella comunità autonoma dell'Andalusia. Nel suo territorio ha le sorgenti il fiume Guadalbullón.

## La leggenda delSeñor del Mármol
Attorno a Cambìl aleggia una leggenda, la leggenda del Señor del Mármol. Si racconta infatti che molto tempo fa un uomo, in groppa a un asino, stava viaggiando trasportando sul dorso dell'animale un quadro raffigurante Cristo. La sua meta era una città chiamata Mármol. Passando per Cambìl con il suo asino, decise di passare la notte in questa città per riposarsi. Le donne del paese videro il quadro quando l'uomo arrivò, e pregarono tale oggetto artistico tutta la notte. Il giorno dopo, arrivato il tempo di partire, l'uomo trovò il suo asino morto. Si pensò allora che il quadro volesse rimanere in quella città, e lo desiderasse così tanto che fece in modo che l'asino morisse. Quel quadro è ancora a Cambìl, e l'ultima domenica di febbraio c'è una festa per commemorare tale evento. Sebbene quel quadro fosse destinato ad arrivare a Mármol, restò a Cambìl.
Il quadro, chiamato Señor del Mármol diventò il patrono di Cambìl. Durante la festa viene portato in processione per la città.